# ダビンチIII

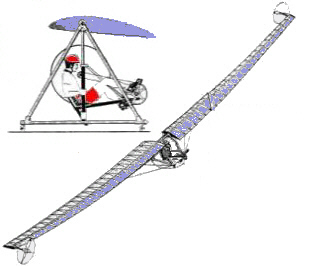
ダ・ヴィンチIII

ダ・ヴィンチIII（Da Vinci IIIまたは Leonardo III）は、1989年にCalifornia Polytechnic State Universityが製作した人力ヘリコプターである。1989年に7.1秒間、20cmの浮上に成功した。 
1980年にアメリカ・ヘリコプター協会が、人力で60秒間以上、3m以上の垂直浮上に成功した技術者に賞金を与えるシコルスキー賞を設けた。ダ・ビンチIIIはシコルスキー賞に挑戦し、最初に浮上した最初の人力ヘリコプターである。回転翼を回転させる時に生じる反トルクの対策として、回転翼の先端の小さい推進用プロペラを駆動し、その推力で回転翼を駆動し上昇力を得る構成であった。
カリフォルニア州立ポリテクニック大学のプロジェクトは1981年から8年間にわたって行われ、3機の人力ヘリコプターが製作された。最初のダ・ヴィンチI は50フィート（15.24 m）のブレードで、回転翼先端の速度は毎秒9,15 mの速度を得た。ダ・ヴィンチII はブレード長を66フィート（20.12 m）とし回転速度は毎秒15.24 mに増速したが、後にブレード長は15.24 mに戻された。ダ・ヴィンチIII は複合材料などを使用し、機体を44kgまで軽量化され、ブレード長は15.24 mで、回転速度は毎秒15.24 mであった。
シコルスキー賞の委員会の立ち会った飛行試験は1989年11月12日、29日および12月10日に行われた。初めの2回の試験では2秒間の上昇に終わり、12月10日の飛行では7.1秒間、高さ20cmの飛行を達成したが、シコルスキー賞の規定を満たすことはできなかった。人力ヘリコプターの飛行時間の記録を1994年に日本大学のYURI-Iが更新するまで保持した。